# XXXII Corpo de Exército (Alemanha)
O XXXII Corpo de Exército (em alemão XXXII Armeekorps) foi um Corpo de Exército da Alemanha durante da Segunda Guerra Mundial, redesignado LXXXI Corpo de Exército em Junho de 1942 e reformado em Março de 1945.
Foi destruído no Bolsão de Ruhr em Abril de 1945.

## Comandantes
| Comandante                                     | Data                                         |
| ---------------------------------------------- | -------------------------------------------- |
| Generalleutnant Fritz Büchs                    | (25 de Outubro de 1939 - 10 Janeiro de 1940) |
| General der Infanterie Alfred Böhm-Tettelbach  | (10 de Janeiro de 1940 - 1 de Março de 1940) |
| General der Kavallerie Günther von Pogrell     | (5 de Março de 1940 - 1 de Abril de 1942)    |
| General der Panzertruppen Adolf Kuntzen        | (1 de Abril de 1942 - 10 de Junho de 1942)   |
| General der Infanterie Hans Zorn               | (10 de Junho de 1942 - ? Junho de 1942)      |
| General der Infanterie Friedrich-August Schack | (26 de Março de 1945 - ? Abril de 1945)      |

## Área de Operações
- Polônia (Setembro de 1939 - Abril de 1940)[2]
- Dinamarca  (Abril de 1940 - Junho de 1940)
- França   (Junho de 1940 - Junho de 1942)
- Frente Ocidental & Bolsão de Ruhr (Março de 1945 - Abril de 1945)

## Serviço de Guerra
| Data       | Exército           | Grupo de Exércitos | Lugar            |
| ---------- | ------------------ | ------------------ | ---------------- |
| Abril 1945 | 3º Exército Panzer | Weichsel           | Oder bei Stettin |

## Ordem de Batalha
12 de Abril de 1945
- 281ª Divisão de Infantaria
- Festungs-Division Stettin
- 549. Volks-Grenadier-Division
- Kampfgruppe Voigt